# William Edward Hartpole Lecky
William Edward Hartpole Lecky, född 26 mars 1838, död 22 oktober 1903, var en brittisk historiker.
Lecky föddes på Irland och studerade i Dublin, och var fortsättningsvis nära knuten till universitetet. Åren 1895-1903 var han represantant för universitetet i brittiska underhuset. Lecky var liberal unionist. Som historiker delade han Auguste Comte och Henry Thomas Buckles positivistiska framstegstro. 
År 1865 hade han stor framgång med History of the raise and influence of the spirit of rationalism (2 band), 1878-90 utgav han The history of England in the eighteenth century (8 band), en bred målande personlig skildring efter Thomas Babington Macaulays mönster.